# Pákay Zsolt
Pákay Zsolt (Marciháza, 1909. augusztus 1. – Budapest, 1991. május) tanár, történész.
Nagyapja Árvay Lajos Tapolca egykori főjegyzője volt.
1923-ban végzett a Budapesti Tudományegyetemen. Doktori disszertációját a Zsidi-medence földrajzából írta. Sokáig Cholnoky Jenő asszisztense volt az egyetemen, majd 1935-ben a Veszprém Megyei Tanfelügyelőségen helyezkedett el. 1939–1951 között a kultuszminisztériumban volt miniszteri titkár, illetve osztálytanácsos. Ezt követően elbocsátották és fizikai munkát végzett, éjjeliőr, később portás volt. 1953-ban Badacsonylábdihegyen telepedett le és a környező települések (Várvölgy, Szigliget, Badacsonytördemic, Taliándörögd) iskoláiban tanított. Nyugdíjba vonulása után Budapestre költözött.
Kutatói érdeklődése a Dunántúl, elsősorban a Balaton-felvidék törökkori történelme felé fordult. Veszprém vármegye 16–17. századi történetéről végzett alapkutatásokat. Új eredményeket ért el Veszprém vármegye gazdaságtörténetének és birtokviszonyainak kutatása terén. Az 1930-as években a Pápai Hírlapban is jelentek meg történeti témájú cikkei.

## Művei
- 1935 Veszprém vármegye nagybirtokosai a XVI. és XVII. században. Veszprémi Hírlap
- 1936 Pápa várának története a török idők alatt. Pápai Hírlap (szeptember 19.)
- 1936 Veszprém vármegye a török hódoltság korában. Pápai Hírlap (június 20.)
- 1939 Adózási viszonyok a török időszak alatt Veszprém megyében. Vasi Szemle 6/5-6
- 1942 Veszprém vármegye története a török hódoltság korában a rovásadó összeírások alapján (1531–1696). Veszprémvármegyei füzetek. 7. Veszprém
- 1942 A veszprémi káptalan a 18. században. Regnum 4 1940–1941. Budapest
- 1942 Néprajzi vonatkozású helynevek. Ethnographia 53
- 1958 Adatok Peremarton történetéhez. Veszprémi Szemle 1957/2
- 1971 A szőlőművelés hatása a Balaton-környék életére és településére. A Veszprém megyei Múzeumok Közleményei 10, 95-126 (tsz. Sági Károly)
- 1978 A veszprémi püspökség uradalmainak összeírása 1802-ből. Veszprém Megyei Múzeumok Közleményei 13.
- 1984 Adalékok a tapolcai és sümegi járás török kori történetéhez a rovásadó-összeírások alapján (1531–1696). Veszprém Megyei Múzeumok Közleményei 17.
- 1987 Adalékok a balatonfüredi járás török kori történetéhez a rovásadó-összeírás alapján (1531–1696). Veszprém Megyei Múzeumok Közleményei 18, 317-326
- A szőlő sajátos szerepe a balatoni tájban. az Agrártörténeti Szemlébe szánt kézirat Sági Károllyal